# Richard Alexander Georg Wühner
Richard Alexander Georg Wühner (* 16. Septemberjul. / 28. September 1872greg. in Tarvastu, Gouvernement Livland, Russisches Kaiserreich; † 3. oder 4. Mai 1919 in Pskow, Russische Sozialistische Föderative Sowjetrepublik) war ein estnischer Geistlicher. Er gilt als evangelischer Märtyrer und ist auf dem Rigaer Märtyrerstein verzeichnet.
Die Datumsangaben in diesem Artikel richten sich, wenn nicht anders angegeben, für den Zeitraum bis 1918 nach dem julianischen Kalender.

## Leben

### Ausbildung und Amtsführung
Von 1880 bis 1882 besuchte Richard Wühner die Blumbergi-Schule, von 1883 bis 1884 das Gymnasium, von 1884 bis 1886 die Realschule und von 1886 bis 1890 wieder das Gymnasium in Tartu, das er mit dem Abitur abschloss. In den Jahren 1891 bis 1895 studierte er an der Kaiserlichen Universität Dorpat Theologie. In dieser Zeit überwand er seine Glaubenszweifel. Seit dem 18. September 1892 war er Mitglied des Theologischen Vereins Dorpat. Er schloss sein Studium als graduierter Student ab. 1896 und 1897 bestand er die Prüfungen vor dem Konsistorium in Riga. Sein praktisches Jahr verbrachte er 1896 bis 1897 in Sangaste bei Theodor Siegfried Alexander Hesse und in Rõuge bei Rudolf Kallas. Am 28. September 1897 wurde er in Tartu von Oberpastor Oehrn ordiniert.
1897 war er Pastor-Adjunkt des Sprengels Võru. 1897 bis 1898 diente er der estnischen St. Petri-Gemeinde in Valga als Pastor-Vikar desselben Sprengels, ab Sonntag, dem 10. Januarjul. / 22. Januar 1899greg., dann als Pastor, nachdem er vom livländischen Konsistorium dazu bestimmt worden war. Seine Amtseinführung fand in der gut gefüllten St. Johanniskirche ohne Störungen statt und wurde von Generalsuperintendent F. Hollmann durchgeführt, dem die Pastoren Paslack aus Karula und Tiedemann aus Hargel dabei assistierten. Wühner trat damit die Nachfolge des im Dezember 1897 verstorbenen Pastors Paul Andritz an.
Die Stadt lag an der Grenze zwischen dem estnischen und lettischen Sprachgebiet, heute ist sie zwischen den entsprechenden Nationen geteilt. Die Gemeinde war noch nicht lange selbständig; Wühner musste harte Aufbauarbeit leisten. Dazu hielt er ernste Bußpredigten und vermittelte anschließend die Botschaft des Evangeliums. Mit den Bußpredigten zog er die Feindschaft Vieler auf sich.
Auch seine Einstellung zur estnischen Nation entfremdete ihn von einigen Gemeindemitgliedern. W. Zelm zitierte in „Evangelium und Osten“ Oskar Schaberts Baltisches Märtyrerbuch (siehe Kapitel „Literatur“) mit einer Aussage über Wühner: „Er hat seine Abstammung als Este immer bekannt, das Reich Gottes war ihm aber über alle Nationalität.“ Er hatte also keinerlei Neigungen zum Nationalismus, was ihm zahlreiche Feindschaften unter den Esten in seiner Gemeinde einbrachte, da sich manch einer einen Pastor wünschte, der mithalf, nationalistische Ziele zu verfolgen. Trotz der vielen Gegner konnte er unbeirrt seiner Gemeinde dienen, indem er die Strukturen, noch mehr aber die Religiosität der Gemeinde aufbaute. Besondere Unterstützung fand er dabei durch seinen missionarisch engagierten Küster.

### Nebentätigkeiten, Konflikt mit dem Direktor der Kirchenschule
Im April 1901 erhielt Richard Wühner vom livländischen Gouverneur die Erlaubnis zur Einrichtung einer Bibliothek.
Am 13. Juni 1902 wurde Wühner in eine Kommission zur Errichtung einer Krons-Realschule in Valga gewählt.
Im Oktober 1908 wollte Wühner in der örtlichen estnischen Kirchenschule mit einigen Frauen und Kindern einen Kindergottesdienst abhalten. Schulleiter H. Ollino ließ bei der Ankunft der Gruppe die Türen verschließen, da ihm nach eigener Aussage keine Genehmigung von seinem direkten Vorgesetzten und keinerlei Anmeldung vorlag und die Kirche samt Konfirmandensaal zur Verfügung stehe, der von Wühner für zahlreiche Veranstaltungen genutzt werde. Wühner stieg also durchs Fenster in die Klassenräume ein, mit den an die Aufwärterin gerichteten Worten:

„Meinetwegen zum Fenster hinein, aber hinein müssen wir kommen.“

Danach öffnete er die Tür von innen für die Gemeinde. Die estnische Zeitung „Postimees“ führte den Vorfall auf die „unduldsamen“ Predigten Wühners zurück, welche moderne Menschen der Kirche entfremden würden. Ollino unterstellte Wühner in einem Leserbrief an die estnische Zeitung „Öigus“ das Motiv, dieser habe wohl vermeiden wollen, dass die Kinder den Straßendreck in sein Wohnhaus tragen und als weiteren Beweggrund, dass Wühner gegen seinen schwindenden Einfluss auf die Kirchenschule angehen wollte. Ollino bemerkte auch, das Schulharmonium würde seit der bewussten Betstunde nicht mehr ordnungsgemäß funktionieren. Der Schulleiter wechselte zur Ministerschule in Marienburg.
Am 26. Oktober 1902 richtete Wühner ein Gesuch an die Valgaer Stadtverordnetenversammlung zur Erhöhung der jährlichen Unterstützungszahlungen für die estnische Kirchenschule von 225 auf 600 Rubel und zur Zuteilung von Brennholz. Der Stadtverordnete Kruglow und der Deputierte des orthodoxen geistlichen Ressorts sprachen sich dagegen aus, letzterer, weil anderen kirchlichen Schulen keine entsprechende Unterstützung gewährt würde. Es kam zu einer längeren Debatte zwischen der russischen und der estnischen Partei, während die lettische dazu schwieg. Die Unterstützung wurde schließlich nur auf 375 Rubel erhöht und die Brennholzzuteilung auf umgerechnet 35 dm³ pro Jahr festgesetzt.
Am 13. April 1914 um 18 Uhr hielt Wühner die Festpredigt in der Rigaer St. Petrikirche anlässlich des 26. Jahresfests des Evangelischen Vereins Junger Männer.

### Estnischer Freiheitskrieg und Haft
Während des Estnischen Freiheitskrieges näherten sich die Bolschewiki. In dieser für ihn lebensgefährlichen Situation blieb Richard Wühner bei seiner Gemeinde. Er verhielt sich entsprechend den Bibelversen Mk 8,35  („Wer sein Leben will behalten, der wird es verlieren“) und Mt 10,38  („Wer nicht sein Kreuz auf sich nimmt und folgt mir nach“). In seinen eigenen Worten ausgedrückt:

„Wie soll ich jetzt, wo Gefahr droht, fliehen. Was ist denn all mein Predigen wert gewesen. Wenn der Herr es will, dass ich leiden, ja sterben soll, so bin ich bereit.“

Morgens am 18. Dezember 1918 rückten die Bolschewiki in Walk ein. Schon um 12 Uhr wurde Wühner verhaftet. Er war auf einer Todesliste eingetragen, die einige Esten in Sankt Petersburg aufgestellt hatten. Die Festnahme erfolgte durch Esten, während es sich bei dem Kommissar um einen Letten handelte. Wühner wurde diesem vorgeführt. Der Kommissar ließ ihn frei. Es kam in diesen Tagen zu keinen Kriegsverbrechen in Valga.
Am 31. Januar 1919 kam es etwa 5 km von Valga entfernt zu schweren Kampfhandlungen zwischen bürgerlichen und kommunistischen Esten. (Siehe Schlacht von Paju.) Die bürgerlichen Kräfte wurden dabei von finnischen Einheiten unterstützt, wodurch sie siegten. Die Kommunisten mussten abziehen, verhafteten dabei aber noch Wühner. Gleichzeitig mit dem Einzug der bürgerlichen Kräfte in Valga erfolgte der Abtransport Wühners nach Valmiera. Der russische Kommandant ließ ihn frei und gab ihm einen Passierschein, damit er durch die Frontlinie hindurch nach Valga zurückkehren konnte.
Als er versuchte, diese Möglichkeit zu nutzen, nahmen ihn estnische Rotarmisten, die ihn erkannten, als angeblichen Spion fest. Den Passierschein ignorierten sie. So wurde der Pastor über Riga und Rēzekne nach Pskow ins Gefängnis gebracht. Das Gefängnis war mit Personen überfüllt, die von der Tscheka verhaftet worden waren oder tatsächliche, unterschiedliche Verbrechen begangen hatten. Die Information, dass ein Pfarrer aus Livland eingetroffen war, verbreitete sich unter den Gefangenen schnell. Die Unterschiede zwischen ihm und seinen Mithäftlingen fielen ebenfalls auf. Er wusch sich zwei Mal täglich, ließ frische Luft in seine Zelle, säuberte den Boden, beanstandete unanständige Ausdrucksweisen, sprach über religiöse Themen und hielt morgens und abends sogar Andachten mit seiner Bibel.
Andere Gefangene änderten dadurch ihr Verhalten in positiver Weise. Auch außerhalb des Gefängnisses wurde der Pastor bekannt. Personen, die er überhaupt nicht kannte, versorgten ihn, beispielsweise mit einem Kissen oder Essen. Ein polnischer Mitgefangener, den er für den christlichen Glauben gewinnen konnte, äußerte über ihn: „Er machte keine Bekehrungsversuche zum Besten des Luthertums, sondern er warb für Christus, er verlas eine Stelle aus dem Neuen Testament und predigte: Seinen Herrn!“ Seine Gebete beeindruckten die Mitgefangenen besonders. Er bat nicht um Vergeltung, sondern um Erleuchtung für die Bolschewiki sowie für den Frieden unter den Völkern. Seine Zuhörerschaft war vielgestaltig, es befanden sich Rotarmisten, Monarchisten, die von der Tscheka inhaftiert worden waren, Sozialisten, Spekulanten und Kriminelle darunter. Sie hörten ihm voller Andacht zu und ordneten sich seinen Ansichten unter. Man gab ihm sogar Möglichkeiten, zu fliehen, die er aber nicht nutzte. Er wollte nur rechtmäßige Zuwendungen, die er als Geschenke Gottes annehmen konnte.
Am 2. Mai 1919, an dem in Russland der Karfreitag gefeiert wurde, baten die Mitglieder der deutschen lutherischen Gemeinde zu Pskow mit einem Gesuch, das 150 Personen unterzeichnet hatten, die Tscheka, Wühner zu erlauben, zu Ostern einen Gottesdienst in ihrer Stadt abzuhalten, nachdem der örtliche Pastor Drechsler in die Verbannung gehen musste, so dass sie seit Langem ohne geistliche Betreuung waren.

### Hinrichtung und Beerdigung
Die Folge war, dass Richard Wühner, der von dem Gesuch nichts wusste, hingerichtet werden sollte. Die Einzelheiten sind durch den bereits erwähnten polnischen Zellengenossen überliefert. Dadurch ist bekannt, dass es weder ein Verhör noch ein Urteil gab. In seinen letzten Tagen wurde Wühner aber immer klarer, dass er sterben werde. Seine Gebete dauerten Stunden.
Am 3. oder 4. Mai, in der Osternacht, kam der Wärter an die Tür. Dieser war aufgeregt, und er befahl mit zitternder Stimme: „Wühner, in die Kanzlei — ohne Sachen.“ Was nun folgen sollte, war allen Anwesenden klar. Der Pastor verabschiedete sich von seinen Mitgefangenen. Als er abgeführt wurde, sagte er:

„Seht, nun ruft mich Gott zu sich, lebt wohl, meine Freunde.“

Dann wurde er von Soldaten zum Richtplatz eskortiert. Er begegnete dabei einem Bekannten, dem er knapp sagte:

„Jetzt gehe ich mein Golgatha.“

Richard Alexander Georg Wühner wurde alleine erschossen. Weitere Einzelheiten sind unbekannt. Wühner hatte Gott im Gebet oft um Kraft gebeten, dass er unverzagt und unverbittert sterben möge. Es hat den Anschein, dass Wühners Art zu Sterben tatsächlich Eindruck auf das Erschießungskommando gemacht hat, jedenfalls wurde seine Leiche nicht, wie sonst üblich, ausgeplündert. Sogar seine Taschenuhr blieb bei ihm. Seine sterblichen Überreste wurden zurück in seine Heimat gebracht und dort beerdigt. Es war Wühners Wunsch, etwas Außergewöhnliches für Christus zu leisten. Oskar Schabert urteilte in seinem Baltischen Märtyrerbuch, dass ihm dieser Wunsch durch seinen Märtyrertod erfüllt wurde.
Der Kirchen- und Schuldiener Jöggi machte in Petrograd einen Kurs als Wanderprediger, um das Amt des Pskower Pastors zu übernehmen, wurde aber von der Gemeinde nicht anerkannt. Damit endeten die lutherischen Gottesdienste in Pskow.

## Familie
Richard Wühners Vater, der Gutsbesitzer Hans Wühner (1836–1911), gehörte der estnischen nationalen Bewegung an. Sein Bruder Theodor Hans Wühner (1868–1959) war Pastor in Karula. Am 18. Dezember 1898 heiratete Richard Wühner Adele Schasmin.

## Porträtfoto
- Porträtfoto Richard Alexander Georg Wühners (unterste Reihe, ganz links)